# Ivan Jurić
Pour les articles homonymes, voir Jurić.
Ivan Juric, né le 25 août 1975 à Split (alors en Yougoslavie), est un footballeur international croate reconverti dans les fonctions d'entraîneur. Durant sa carrière professionnelle, il évoluait au poste de milieu de terrain.

## Biographie

### Carrière de joueur
Ivan Juric a fait ses débuts avec l'Hajduk Split en 1994 et y est resté jusqu'à l'été 1997, faisant 49 apparitions et marquant 8 buts. En 1997, il a été acheté par le FC Séville, où il est resté jusqu'en novembre 2000. Il joue un total de 89 matches avec le club andalou, marquant 12 buts. Il a ensuite été engagé par Albacete (20 apparitions et un but), puis en 2001 par Crotone. Il y reste 5 ans, y faisant 152 apparitions au total pour 9 buts inscrits.
Il a été acheté par le Genoa lors du championnat 2006-2007 sur les conseils de l'entraîneur Gian Piero Gasperini, qui l'avait connu et apprécié à Crotone. Il a joué quatre championnats au Genoa, marquant son seul but avec le maillot des Grifone lors d'un match face à la Juventus (1-1). Il contribue au retour du club en Serie A après 12 ans d'absence. Il a fait ses débuts en première division le 26 août 2007, lors de la défaite 0-3 contre l'AC Milan. Après avoir été titulaire lors de ses deux premières années en Serie A, il ne joue que 19 matchs lors de sa dernière saison, notamment en raison de problèmes physiques. Le 14 juin 2010, dans une interview donnée au journal Il Secolo XIX', il annonce sa retraite en tant que footballeur.
Il était l'un des joueurs les plus appréciés par les supporters des Rossoblu, et était également connu pour son look de pirate et sa passion pour la musique métal. Avec les équipes italiennes, il a fait 259 apparitions (86 en Serie A, 124 en Serie B et 49 en C).
Bien qu'il ait joué dans presque toutes les équipes de jeunes croates, il n'a été appelé et n'a fait ses débuts en équipe de Croatie senior qu'à l'âge de 33 ans, lors du match amical contre la Roumanie le 11 février 2009. Plus tard cette année-là, il a fait quatre autres apparitions lors des qualifications de la Coupe du monde 2010.

### Carrière d'entraîneur
À la suite du limogeage de l'Italien Davide Ballardini, Ivan Jurić redevient entraîneur du Genoa CFC le 9 octobre 2018. 
Le 18 septembre 2024, il est nommé entraîneur de l'AS Rome, en remplacement de Daniele De Rossi, licencié après un début de saison raté. Il est limogé en novembre 2024.
En décembre 2024, Ivan Jurić est nommé entraineur de Southampton FC en Premier League.  Mais après la relégation certaine de Southampton en avril 2025,  Ivan Jurić et le club ont trouvé un accord de fin de contrat à l'amiable .

## Palmarès
Hajduk Split
- Champion de Croatie en 1995.
- Vainqueur de la Coupe de Croatie en 1995.